# 新達爾伊夫卡
48°4′38″N 39°28′33″E / 48.07722°N 39.47583°E
新達爾伊夫卡（烏克蘭語：Новодар'ївка）是位於烏克蘭東部的市級鎮，由盧甘斯克州多夫然斯克區的多夫然斯克市鎮負責管轄。該鎮始建於1892年，面積3.99平方公里，2011年人口4,460，該市級鎮人口密度每平方公里1,117.79人。